# Велтруси
Велтруси (чеш. Veltrusy) град је у Чешкој Републици. Град се налази у управној јединици Средњочешки крај, у оквиру којег припада округу Мјелњик.

## Становништво
Према подацима о броју становника из 2014. године град је имао 1.998 становника.